# Histoire de l'oblast de Mourmansk
L'histoire de l'oblast de Mourmansk remonte à plusieurs milliers d'années.

## Période préhistorique

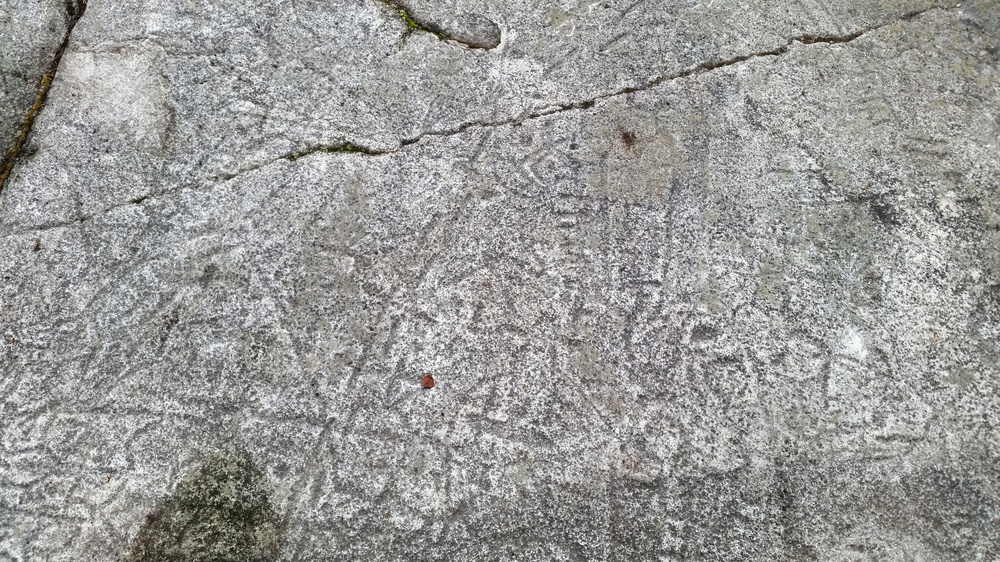
Les pétroglyphes de Kanozero

L'histoire de la présence humaine sur le territoire de l'actuelle région de Mourmansk remonte à plusieurs milliers d'années. Les sites découverts par les archéologues confirment la présence d'humaines sur la péninsule de Kola dès le VIIIe – VIIe millénaires av. J.-C., pendant la période paléolithique arctique (culture Komsa),.
Au cours de la période paléolithique arctique, les premières migrations de tribus de chasseurs de Scandinavie vers la péninsule de Kola ont commencé. Entre le IVe et le IIe millénaires av. J.-C., la migration des populations de l'interfluve Volga-Oka a commencé, s'installant principalement à proximité des réservoirs de la partie centrale de la péninsule. La culture des colonies de cette période est appelée culture de la céramique au peigne.
Les pétroglyphes de Ponoï ont été créés à différentes périodes entre le IVe et le IIe millénaires av. J.-C.. Les pétroglyphes de Kanozero remontent au IIIe et IIe millénaires av. J.-C..
La prochaine vague de migration, vraisemblablement en provenance du nord de l'Oural, s'est produite au début de l'âge du cuivre. Selon les anthropologues et les généticiens qui ont étudié les crânes du cimetière Oleneostrovski, il y a environ 3 500 ans, une population avec un type anthropologique spécifique de l'Oural est arrivée de Sibérie centrale sur l'île Bolchoï Oleni, mais elle s'est ensuite éteinte et les traces de cette migration ne se sont pas reflétées dans le pool génétique des populations modernes de la péninsule de Kola.
En raison du mélange de personnes de type caucasienne des premières vagues avec des personnes d'apparence mongoloïde du nord de l'Oural, le type laponoïde s'est formé, qui s'est répandu dans toute la péninsule de Kola et le nord de la Scandinavie. En Russie, ces personnes étaient appelées Lapons (Sami).

## DuXIIeauXVIesiècle
Les boyards de la république de Novgorod envoyaient régulièrement des expéditions de pêche vers le nord pour récolter du poisson, des fourrures, de la graisse de phoque et d'autres richesses du nord. Vraisemblablement au XIIe siècle, des expéditions se déplaçant de plus en plus vers le nord atteignirent la péninsule de Kola.
La chronique de Novgorod, remontant à 1216, contient la première mention de la mort de Smyun Petrilovitsit'rska, qui pourrait être interprétée comme une preuve de la présence du pouvoir de la Russie de Novgorod dans le nord de Kola, si ce n'était pour l'existence de ce qu'on appelle les Samoyèdes de Tersk entre les rivières Mezen et Indiga.
Selon des sources scandinaves, les peuples locaux ont longtemps rendu hommage tant aux Norvégiens qu'aux Caréliens du Nord, dépendants de Novgorod. Ladite « Charte de délimitation » est un document ultérieur (ou fragment de document), rédigé dans la première moitié du XIIIe siècle, qui décrit une vaste zone (de l'actuelle commune de Lyngen près de Tromsø à l'actuelle rivière Vialia près de Kandalakcha) dans lequel les Norvégiens et les sujets de Novgorod peuvent imposer un tribut aux Sami. Les historiens russes, à la suggestion d'Igor Chaskolski, pensent que sa compilation était liée à l'ambassade d'Alexandre Nevski.
Dans les années 1250 (selon l'ancienne théorie : en 1251; selon la nouvelle : en 1257), Alexandre Nevski envoya une ambassade en Norvège à Håkon IV, et bien que le contenu de l'accord conclu ne nous soit pas parvenu (les archives actuelles de Novgorod des documents diplomatiques ont été perdues), on suppose qu'elles concernaient également la question frontalière. De plus, dans le premier document du traité de Novgorod de 1264, le volost de Tré apparaît dans la liste des volosts de Novgorod.
Les historiens scandinaves associent le document au traité de paix Novgorod-Norvégien de 1326, qui protégeait les habitants des terres du roi de Norvège des raids des sujets de Novgorod, rétablissait le statu quo ante bellum dans les relations entre les pays en général et « l'ancien frontières » notamment, et a établi une procédure de démarcation des terres le long de ces frontières.
Selon la lettre d'André III de Vladimir, le tribut de fourrures du côté de Tré, au lieu des tributs boyards, était collecté par ses « bandes » princières, et André assigna à Novgorod la responsabilité tout au long du parcours de ses tributaires de « leur donner de la nourriture et des charrettes selon les devoir des monastères »,.
Au XVe siècle, les premiers établissements permanents ont commencé à apparaître sur le territoire de la péninsule de Kola, principalement sur la côte de Ter, avec Korelski Pogost, Oumba et Varzouga.
En 1478, les terres de la péninsule de Kola sont devenues une partie de la Grande-principauté de Moscou. La gestion était assurée par des agents, autorisés à percevoir le tribut des riverains et à engager des poursuites judiciaires. Les colonies russes qui existaient à cette époque – Oumba, Varzouga, Kandalakcha et autres – étaient gouvernées par le gouverneur du pays de la Dvina. La base de l'économie de la région était les fourrures et les graisses d'animaux marins, la pêche et la production de sel. En raison du manque de zones propices aux terres arables, seuls les potagers ont été développés.
Dès le début du XVIe siècle, la propagation du christianisme parmi les Lapons commence. En 1526 puis en 1533, l'archevêque de Novgorod Macaire envoya des prêtres dans les villages lapons pour baptiser les Lapons et consacrer les églises.
Plus près du milieu du XVIe siècle, la péninsule de Kola est devenue un centre de commerce. Des navires commerciaux d'Angleterre, du Danemark, de Hollande et de Scandinavie venaient chercher du poisson et des fourrures. Le commerce était concentré à Kola.
En 1550, la construction du fort de Kola débute, et en 1554, l'église de Boris et Gleb fut construite sur une rive de la rivière Pasvik, qui devint une sorte de centre du pouvoir ecclésial dans le nord de Kola.
En 1568, les villages de la région nord-ouest de la mer Blanche furent soumis à un massacre de l'opritchnina commis par le détachement de Basarga Léontiev. Cet événement est entré dans l'histoire sous le nom de « Basarguine pravej » (pravioj : recouvrement de dettes ou d'impôts par la torture). Après que le fort de Kola fut fini en 1583, la gestion des terres fut transférée à Kola et les autorités nécessaires furent créées.

## XVIIe
La pratique du « double tribut » des Sami, lorsque le tribut était prélevé à la fois par les Russes en leur faveur et par les Caréliens en faveur de la Norvège, cessa au début du XVIIe siècle avec l'établissement des Russes dans la région.
En 1625, environ 2 500 personnes vivaient dans la péninsule de Kola. Le fort de Kola est resté le centre des terres du nord. La base de l'économie de la région restait la pêche et la production de sel, concentrées dans les monastères de la péninsule de Kola. Les plus grands fournisseurs de sel étaient les monastères de Kola-Petchenha et de Kandalakcha, qui ont reçu une aide matérielle importante de l'État. Au milieu du XVIIe siècle, l'exploitation minière a commencé dans la péninsule de Kola, lorsque les premières mines d'argent et de cuivre ont été ouvertes dans la région de Ponoïa. Le déclin de la production de sel s'est produit à la fin du XVIIe et au début du XVIIIe siècle. Avec l’avènement du sel permanent moins cher sur le marché, le sel marin est devenu très peu rentable.

## XVIIIesiècle
En 1702, la reconstruction du fort de Kola commença. Le transfert de la capitale de la Russie vers Saint-Pétersbourg a sensiblement stoppé le développement de Kola. De plus, depuis 1704, les industries de la chasse et de la pêche ont été transférées à l'entreprise de l'ami de Pierre Ier, Alexandre Menchikov, ce qui a empêché les pêcheurs et les trappeurs de se lancer seuls dans le commerce et les a forcés à vendre leurs marchandises pour presque rien. En 1704, la reconstruction du fort de Kola est achevée. Pour abus de pouvoir, le gouverneur du fort de Kola, D. I. Ounkovski, a été démis de ses fonctions.
En 1708, l'ouïezd de Kola est devenu une partie du gouvernement d'Arkhangelogorod, formée par décret de Pierre Ier le 28 décembre 1708 (8 janvier 1709 dans le calendrier grégorien). Malgré cela, le gouvernement local du district de Kola a continué à jouer un rôle important dans les affaires de la région, notamment en raison de la mauvaise communication entre les régions : se rendre d'Arkhangelsk à la péninsule de Kola n'était possible que par voie maritime.
L'introduction d'un tarif douanier en 1724 réduisit le niveau des échanges avec le nord du pays, notamment via Kola. Le monopole de la pêche maritime ne fut aboli qu'en 1765 sous Catherine II. La croissance économique de la région de Kola a commencé avec la création de la Société de pêche de la mer Blanche, même si, même après, la péninsule de Kola est restée l'une des régions les plus sous-développées du pays.

## XIXesiècleet début duXXesiècle
Après le tracé de la frontière entre la Russie et la Norvège en 1826, la Norvège reçut une partie des territoires des pogosts de Niavdemski et Pazretski.
La région a subi sa première épreuve militaire pendant la guerre de Crimée. En 1854, un escadron anglais attaque Kola. Lors du bombardement de la ville dans la nuit du 10 au 11 août, qui a duré plus de 28 heures, environ 110 maisons, 2 églises et plusieurs magasins (entrepôts) ont été incendiés par les tirs ennemis. En 1855, les Britanniques attaquèrent Kandalakcha.
La défaite de Kola a entraîné une forte réduction du commerce international dans le territoire, malgré l'obtention d'une autorisation de commerce hors taxes avec la Norvège. Cependant, malgré tout, la colonisation du nord de la péninsule de Kola s'est poursuivie, en 1864 le village d'Oura-Gouba a été fondé, en 1870 furent fondés les colonies de Teriberka et de Rynda. Dans les années 1870, des projets sont apparus pour la construction d'une ville portuaire au-delà du cercle polaire arctique.
Le 8 février 1883, l'ouïezd de Kola quitte le gouvernement d'Arkhangelsk et devient une entité administrative indépendante. À la fin du XIXe siècle, les premières scieries sont apparues sur le territoire de la péninsule de Kola à Oumba, Kovda et dans d'autres localités. En 1899, la ville portuaire d'Alexandrovsk (aujourd'hui la ville de Poliarny) a été fondée,.
Les premiers prospecteurs sont venus dans le territoire en 1912 pour explorer de nouveaux endroits. En 1914, 13 000 personnes vivaient sur le territoire de toute la péninsule de Kola. La prochaine étape importante dans le développement des terres de la péninsule de Kola fut la construction du chemin de fer reliant la baie de Kola au centre de la Russie. En 1915, pendant la Première Guerre mondiale, le village portuaire de Semenovsky fut fondé sur la rive droite de la baie de Kola de la mer de Barents. Sa création était liée au désir de la Russie d’accéder à l’océan Arctique par un golfe libre de glace afin de livrer sans interruption des marchandises militaires de ses alliés de l’Entente sous le blocus de la mer Noire et de la mer Baltique.
Le 4 octobre 1916, le village reçut le statut de ville et un nouveau nom : Romanov-sur-Mourmane. Ce jour-là, sur une colline basse, où se trouve aujourd'hui le Palais de la culture et de la technologie de Kirov, une cérémonie solennelle a eu lieu pour poser les fondations d'un temple en l'honneur du saint patron des marins, Nicolas de Myre. Romanov-sur-Mourmane est devenue la dernière ville fondée dans l'Empire russe. Six mois plus tard, le 3 avril 1917, après la révolution de Février, elle adopte son nom actuel, Mourmansk,.
Le 2 mars 1918, la majeure partie du territoire de l'ouïezd de Kola (aujourd'hui l'oblast de Mourmansk) est devenue partie intégrante de l'oblast du Nord sous le gouvernement de Nikolaï Tchaïkovski.

## Guerre civile russe
Le 6 mars 1918, deux détachements de marines équipés de deux canons débarquèrent à Mourmansk du cuirassé anglais Glory, ce qui marqua le début de l'intervention de l'Entente. Au milieu du mois, l'intervention finlandaise blanche commença. Sous le contrôle des interventionnistes, le tramway de Mourmansk a été construit et a commencé à fonctionner. La région est abandonnée par les Blancs et les Alliés au début de 1920, et les bolcheviks rentrent dans Mourmansk le 13 mars 1920.

## Période soviétique

### De 1920 à 1940
En 1920, l'académicien Alexandre Fersman a commencé à mener des expéditions d'exploration géologique systématiques, qui ont abouti à la découverte d'importants gisements d'apatite et d'autres minéraux, en partie inconnus auparavant. Après ces découvertes, la croissance rapide de l'industrie a commencé dans la péninsule de Kola. Déjà en 1920, le produit brut total s'élevait à 2,4 millions de roubles.
Le 13 juin 1921, l'ouïezd de Kola du gouvernement d'Arkhangelsk fut transformé en gouvernement de Mourmansk avec son centre dans la ville de Mourmansk.
Le 1er août 1927, le gouvernement de Mourmansk est transformé en district de Mourmansk et inclus dans l'oblast de Léningrad,.
En 1930, la mine de Khibinogorsk produisit le premier minerai. Par la suite, la première centrale hydroélectrique de la région (barrage de Niva-1) a été construite pour les besoins de la mine et de la ville voisine de Khibinogorsk. La population de la région a également augmenté : en 1930, à Mourmansk seulement, il y avait 20 000 habitants et en 1935, plus de 100 000,.
En 1935, la construction de l'usine Severonickel a commencé près de la colonie de Montcha-Gouba. Après le lancement de l'usine, la population du village a commencé à augmenter rapidement et en 1937, il a reçu le statut de ville appelée Montchegorsk. La croissance rapide de l'industrie, de la culture et de la population est devenue la raison de la création en 1938 d'une unité administrative indépendante : l'oblast de Mourmansk. Le produit brut total s'élevait en 1939 à 361 millions de roubles,.
En 1940, après la fin de la guerre soviéto-finlandaise de 1939-1940, la partie occidentale des péninsules de Rybatchi et de Sredni, transférées à l'Union soviétique, est devenue une partie de l'oblast de Mourmansk

### Seconde Guerre mondiale
L'Allemagne nazie a accordé une attention particulière à la capture de la péninsule de Kola en raison de la situation stratégique avantageuse de la région. Le commandement allemand prévoyait de capturer Mourmansk et le chemin de fer de Kirov. Pour ce faire, les troupes allemandes et finlandaises attaquent dans trois directions : Mourmansk, Kandalakcha et Loukhi.
Le 29 juin 1941, les troupes allemandes et finlandaises lancèrent une offensive, l'opération Silberfuchs, portant le coup principal dans la direction de Mourmansk et le coup secondaire dans les directions de Kandalakcha et Loukhi. Dans les directions de Kandalakcha et de Loukhi, les troupes soviétiques ont stoppé l'avancée des troupes germano-finlandaises tentant d'atteindre la voie ferrée et ont été contraintes de se mettre sur la défensive. Les hostilités reprennent le 8 septembre 1941. Le commandement de l'armée norvégienne, conformément à l'ordre du quartier général de la Wehrmacht, a transféré le coup principal dans la direction de Mourmansk. Mais là aussi, l’offensive du corps d’armée de montagne allemand renforcé échoua. Le groupe nord d'Allemands, avançant sur Poliarny, n'a pu avancer que de 4 km en 9 jours. Le groupe sud, avec le soutien de l'aviation, a réussi à couper la route Titovka – Mourmansk le 15 septembre et à créer une menace d'accès à la ville de Mourmansk. Cependant, la 14e armée, avec une partie de ses forces, soutenue par l'aviation et l'artillerie de la flotte du Nord, lance une contre-attaque le 17 septembre et bat la 3e division de montagne, jetant ses restes à travers le fleuve Zapadnaïa Litsa. Après cela, le commandement allemand a arrêté l'attaque sur Mourmansk.
L'évacuation de la population a commencé. À la suite de l'évacuation, à la fin de 1941, la population de l'oblast de Mourmansk est passée de 313 400 à 102 300 personnes et le nombre d'habitants de Mourmansk de 117 100 à 35 600 personnes.
Au printemps 1942, les deux camps préparaient des actions offensives : les Allemands dans le but de capturer Mourmansk, les troupes soviétiques dans le but de repousser l'ennemi au-delà de la frontière. Les troupes soviétiques furent les premières à passer à l'offensive. Lors de l'opération Mourmansk (1942) et du débarquement amphibie dans la baie Zapadnaïa Litsa, aucun succès décisif n'a été obtenu. Mais l'offensive allemande prévue fut également contrecarrée et le front dans l'Arctique se stabilisa jusqu'en octobre 1944.
La première opération de combat en mer a été entreprise par les troupes allemandes les 12 et 13 juillet 1941 ; des destroyers dans la région de l'île de Kharlov ont attaqué un convoi soviétique gardé par un navire de patrouille ; à la suite de l'attaque, le navire de patrouille et un des deux chalutiers ont été coulés. La deuxième opération fut menée du 22 au 24 juillet près de Teriberka, puis les Allemands coulèrent le navire hydrographique Meridian. Lors de la troisième campagne, le 10 août, 3 destroyers ont coulé le patrouilleur Tuman. Après un raid des avions de la fotte du Nord, les destroyers furent gravement endommagés et retournèrent en Allemagne pour réparation. Au total, pendant les années de guerre, la flotte du Nord a escorté 1 471 convois, dont 2 569 navires de transport, tandis que la flotte marchande a perdu 33 navires.
Le 7 octobre 1944, les troupes soviétiques passèrent à l'offensive, lançant l'attaque principale depuis la région du lac Tchapr sur le flanc droit du 19e corps allemand en direction de Louostari – Petsamo. Poursuivant les troupes allemandes en retraite, la 14e armée, appuyée par les forces navales, chassa les Allemands du territoire soviétique, traversa la frontière finlandaise et commença la prise de Petsamo. Le 22 octobre, les troupes soviétiques franchirent la frontière norvégienne et libérèrent la ville norvégienne de Kirkenes le 25 octobre. Le 1er novembre, les combats dans l'Arctique prenaient fin et la région de Petsamo était complètement libérée par les troupes soviétiques.
Par décret du Présidium du Soviet suprême de l'URSS du 5 décembre 1944, la Médaille pour la défense du Transarctique Soviétique a été créée, qui a été décernée à 24 000 habitants de la région. Environ cent cinquante participants aux batailles sont devenus des héros de l'Union soviétique. Trois pilotes, le pilote Safonov, le pilote de bateau Shabalin et l'officier de reconnaissance Leonov, ont reçu ce titre à deux reprises. Plus tard, le 6 mai 1985, Mourmansk reçut le statut de ville-héros pour ses actions pendant la guerre.

### 1945-1990
Malgré les graves destructions subies, en particulier Mourmansk presque entièrement détruite, en 1948 le niveau de l'économie de la région avait atteint le niveau d'avant-guerre, et en 1952 le volume de la surface habitable dans la capitale de la région avait atteint le niveau d'avant-guerre.
Dans les années d'après-guerre, les autorités de la RSFSR sont devenues de plus en plus conscientes de la nécessité de développer la région, tant en termes d'industrie que de flotte du Nord. Au début des années 1960, une allocation préférentielle pour le travail, appelée allocation du Nord, a été introduite pour les résidents de la région.
En 1951, le village ouvrier de Vaenga, situé à 25 kilomètres à l'est de Mourmansk sur les rives de la baie de Kola, reçut le statut de ville et un nouveau nom - Severomorsk et devint la capitale de la flotte du Nord. En 1957, le village d'Olenye a été transformé en ville d'Olenegorsk, en 1965 le village de Kovdor a reçu le statut de ville et en 1966 - Apatity. Entre 1955 et 1965, un certain nombre d'entreprises ont été lancées : les usines d'extraction et de traitement d'Olenegorsk et de Kovdor, la centrale électrique du district d'État de Kirov et l'usine de traitement d'apatite-néphéline à Apatity.
Le 11 janvier 1962, une explosion s'est produite sur le sous-marin B-37 dans le port Ekaterininskaïa de la base de Poliarny. 59 personnes sont mortes. À la suite de l'explosion, le sous-marin S-350 voisin a été endommagé et a coulé, tuant 11 personnes.
Le 18 mai 1969, la construction de la centrale nucléaire de Kola a commencé et son exploitation a commencé le 29 juin 1973.
En 1970, le forage SG-3, le forage le plus profond au monde, a été foré pour explorer la lithosphère, là où la discontinuité de Mohorovičić se rapproche de la surface de la Terre.
À la fin des années 1970, l'oblast de Mourmansk occupait la deuxième place de la région du Nord-Ouest en termes de production industrielle brute.
En 1980, il y avait 19 fermes d'État dans la région, parmi lesquelles « Tuloma », « Industrie », « Arctic », « Polar Star » et la ferme à fourrure de Kola, 7 fermes collectives, 25 fermes subsidiaires, des fermes avicoles et la serre de la plante de Mourmansk.
En février 1982, un accident nucléaire s'est produit dans une installation de stockage de combustible nucléaire usé située à 55 km au nord-ouest de Mourmansk et à 60 km de la frontière norvégienne sur la rive de la baie d'Andreïeva (baie de Zapadnaïa Litsa, péninsule de Kola) : une fuite d'eau radioactive du piscine du bâtiment no 5. La liquidation de l'accident a duré de 1983 à 1989. Des centaines de milliers de tonnes d'eau hautement radioactive ont pénétré dans la mer de Barents.

## Période moderne
Avec le début de la perestroïka, l'oblast de Mourmansk, comme d'autres régions du pays, a connu des temps difficiles. L’effondrement de l’Union soviétique et l’hyperinflation qui en a résulté ont provoqué une crise économique. Le nombre de bateaux de pêche dans la seule capitale régionale est passé de plus de 400 bateaux de pêche en 1989 à 290 bateaux de pêche en 1997. Le chiffre d'affaires du fret des ports a fortement diminué. Dans toute la région, les complexes de construction se sont gelés et le chômage est apparu.
En outre, au tout début des années 1990, il y a eu un exode massif de population de la région ; en particulier, de 1989 à 1992, 28 000 personnes ont quitté Mourmansk. Les principales raisons du départ de la population étaient une forte détérioration de la situation économique de la ville, ainsi qu'une plus grande mobilité sociale de la population relativement jeune de Mourmansk. En 2002, le nombre d'habitants de la ville avait diminué de 150 000 personnes par rapport à 1989, soit près d'un tiers. Un déclin comparable parmi les villes de plus de 100 000 habitants n'a été constaté qu'à Grozny (ravagée par la guerre), Petropavlovsk-Kamtchatski et Magadan. Selon les données démographiques actuelles, depuis le recensement, le nombre d'habitants de Mourmansk a diminué de plus de 20 000 personnes. La fiabilité de ces données est discutable, car en 2002, la population recensée était inférieure de 30 000 personnes aux données du recensement actuel,.
Pour l'ensemble de la région, la population a diminué de 965 727 personnes en 1989 à 760 862 personnes en 2002, soit plus de 200 000 personnes. Cependant, ces dernières années, la population a recommencé à croître et en 2009, la région comptait déjà 842 452 habitants, dont 74 284 ruraux et 790 323 urbains. 25 colonies dans la région comptent plus de 5 000 habitants. Les plus grandes villes de l'oblast de Mourmansk sont Mourmansk (267 422 personnes), Apatity (48 748 personnes), Severomorsk (43 394 personnes), Montchegorsk (39 477 personnes) et Kandalakcha (28 438 personnes).
L'exode des jeunes a entraîné une forte détérioration de la situation démographique. Si en 1990 l'accroissement naturel pour 1 000 habitants était de 4,5 (taux de natalité 10,5 ; taux de mortalité 6), alors en 2005 l'accroissement naturel est devenu négatif et s'élevait à 0,5 % par an. La forte augmentation de la mortalité est due au fait que de nombreuses générations d'habitants de Mourmansk qui ont déménagé dans la ville dans les années 1950 et 1970 sont désormais âgées,.
Ces dernières années, l’écotourisme a commencé à se développer.

### Documentation
- Histoire de l'oblast de Mourmansk sur une archive du ministère de la Culture de l'oblast de Mourmansk